# Donald O. Hebb
Donald Olding Hebb, född den 22 juli 1904  i Chester, Nova Scotia, Kanada, död den 20 augusti 1985 på samma plats, var en kanadensisk psykolog, som var inflytelserik inom området neuropsykologi.

## Biografi
Hebb var äldste sonen till ett läkarpar. Efter en äventyrlig skolgång ville han bli författare och skrev in sig vid Dalhousie University i detta syfte. Han var ingen exceptionell student, men tog en akademisk grundexamen 1925. Därefter blev han lärare och undervisade på sin gamla skola i Chester. Efter att ha kommit i kontakt med verk av Sigmund Freud, William James och John B. Watson bestämde han sig för att börja studera psykologi.
År 1928 blev han deltidsdoktorand vid McGill University. Men på samma gång blev han rektor för en orolig skola i en förort till Montreal. Han arbetade där med två kollegor från universitetet, för att förbättra situationen. Han intog en mer innovativ inställning till utbildning, genom att t. ex.  ge mera intressant skolarbete och skicka ut de elever som missköter sig.
I början av 1934 var Hebbs liv i kaos sedan hans fru hade dött efter en bilolycka och hans arbete i Montreal skolan gick dåligt. Han bestämde sig för att lämna Montreal och för att börja studera vid Yale University för en doktorsexamen. Han övertygades emellerid att studera för Karl Lashley istället.
I juli 1934 var han på plats för att arbeta under Karl Lashley vid University of Chicago på en avhandling med titeln "The problem of spatial orientation and place learning". Hebb följde sedan Lashley till Harvard University i september 1935. Här var han tvungen att byta sin avhandling och forskade om effekterna av tidig visuell förlust av storlek och ljusstyrka på råttors rumsuppfattning. År 1936 disputerade han vid Harvard.
Året därpå arbetade han som forskningsassistent till Lashley och som assistent i inledande psykologi för Edwin G. Boring på Radcliffe College. Hans Harvardavhandling blev snart publicerad och han avslutade arbetet för att börja vid University of Chicago.
År 1937 ansökte han om att få arbeta med Wilder Penfield vid Montreal Neurological Institute. Här undersökte han effekten av hjärnkirurgi och skador på människors hjärnfunktioner. Han såg att hjärnan hos ett barn kan återfå partiell eller full funktion när en del av den avlägsnas, men att liknande åtgärder hos en vuxen kan vara mycket mer skadliga, eller till och med katastrofala.
Han var också kritisk till Stanford-Binet och Wechsler intelligenstester för användning vid hjärnkirurgi. Dessa tester har utformats för att mäta övergripande intelligens, medan Hebb ansåg att tester bör utformas för att mäta mer specifika effekter som kirurgi kunde ha på patienten. Tillsammans med N. W. Morton, skapade han the Adult Comprehension Test och the Picture Anomaly Test.
År 1939 utnämndes han till en lärartjänst vid Queens University. För att testa sin teori om frontallobernas med åldern förändrade roll, utformade han en flervalslabyrint för råttor tillsammans med Kenneth Williams, kallad Hebb-Williams labyrint, en metod för att testa djur intelligens som senare använts i många studier.
År 1942 flyttade han till Orange Park, Florida för att återigen arbeta med Karl Lashley som hade ersatt Yerkes som direktör för Yerkes laboratorier för primatbiologi vid Yerkes National Primate Research Center. Här studerade han primaters beteende, och utvecklade Hebbs känslotester för schimpanser. Försöken var något misslyckade, men eftersom schimpanser visade sig vara svåra att undervisa. Under arbetet där, skrev Hebb The Organization of Behavior: A Neuropsychological Theory, hans banbrytande bok som för fram teorin om att det enda sättet att förklara beteende är i form av hjärnans funktion.
Här arbetade han sedan återigen arbetat med Penfield, men den här gången genom sina elever, som inkluderade Mortimer Mishkin, Halldor Enger Rosvold och Brenda Milner, som alla utökade sina tidigare arbeten med Penfield på den mänskliga hjärnan.
Hebb arbetade kvar på McGill fram till pensioneringen 1972. Han stannade vid McGill efter pensioneringen under ett par år, vid Institutionen för psykologi som en professor emeritus, och genomförde seminarier som var obligatoriska för alla institutionens doktorander. År 1980 återvände han till Dalhousie University som professor emeritus i psykologi.